# Ein unmoralisches Angebot
Ein unmoralisches Angebot (Originaltitel: Indecent Proposal) ist ein US-amerikanischer Spielfilm aus dem Jahr 1993. Regie führte Adrian Lyne, das Drehbuch schrieb Amy Holden Jones nach einem Roman von Jack Engelhard. Die Hauptrollen spielten Robert Redford, Demi Moore und Woody Harrelson.

## Handlung
Der Architekt David Murphy und seine Frau Diana, eine Immobilienmaklerin, sind durch eine Rezession in finanzielle Schwierigkeiten gekommen. Sie versuchen in Las Vegas vergeblich, durch Glücksspiel zu Geld zu kommen, um den Bau ihres „Traumhauses“ fertigzustellen. Der Milliardär John Gage, der ihnen beim Spiel zuschaut, bietet ihnen für eine Nacht mit Diana eine Million US-Dollar. Sie unterzeichnen einen Vertrag, Gage und Diana fliegen mit einem Hubschrauber zu seiner Jacht. Als David den Deal bereut und zum Hubschrauberlandeplatz eilt, hat der Helikopter bereits abgehoben.
David und Diana bekommen zwar das Geld. Da sie ihren Banktermin jedoch knapp verpasst haben, hat Gage inzwischen Haus und Grundstück gekauft. Die Ehe der beiden geht bald durch wachsendes Misstrauen, Streitereien und vor allem durch Davids Eifersuchtsattacken zu Bruch. Gage, der sich in Diana verliebt hat, versucht immer wieder, sie für sich zu gewinnen. Sie erliegt schließlich seinem Charme und zieht zu ihm.
Als sie gemeinsam eine Auktion besuchen, bei der Patenschaften für die Tiere eines Zoos vergeben werden, erscheint auch David dort. Er ersteigert mit der Summe von einer Million Dollar die Patenschaft für ein Nilpferd, an das sich für beide Erinnerungen an die Zeit knüpfen, als sie ein frischverliebtes Paar waren. Gage muss einsehen, dass David für Diana immer noch viel mehr bedeutet, als er ihr bedeuten kann. Absichtlich zerstört er die Romanze mit ihr, indem er ihr sagt, dass sie die beste von vielen Million-Dollar-Frauen gewesen ist. Diana küsst Gage und sucht den Ort des Heiratsantrags auf, wo sie auf David trifft.

## Kritiken
„Ein klischeehaftes Pseudo-Drama, das die Macht des Geldes und seinen Einfluss auf jeden menschlichen Lebensbereich nur als Folie für eine letztlich verlogene Love-Story benutzt.“

Anders das Urteil von Roger Ebert, der in seiner Filmkritik Parallelen zu Pretty Woman und The Crying Game zieht. Er nennt Ein unmoralisches Angebot eine „Fantasie über Charaktere, die amoralisches Handeln ausprobieren dürfen und dann sehen, ob es ihnen gefällt“. Das klug konstruierte Drehbuch sei von der alten Lust an der Pointe inspiriert: „Wir beide sind uns einig. Jetzt sprechen wir über den Preis. In unserem Fall ist der Preis eine Million Dollar.“
Der Film sei genial, wie er das krasse, entscheidende Thema – wie hältst du es mit der ehelichen Treue und was ist sie dir wert – in eine Camouflage romantischer Szenerie verpacke.
Neil Jordans The Crying Game, Pretty Woman und Indecent Proposal nennt er brillant in der Art und Weise, wie sie den Zuschauer in die Lage eines Voyeurs versetzen, der beobachtet, wie akzeptable Leute nicht akzeptable Dinge tun („while acceptable people do unacceptable things“). Er sieht den Film in einer sehr alten Tradition, wo die Liebe einem Test über Bedürftigkeit und Begierde unterzogen wird, und am Ende schließlich triumphiert – wenn auch nicht ohne viele großartige Augenblicke, in denen man gewillt scheint, der Leidenschaft nachzugeben.
Die kontroverse Reaktion, die der Film bei den professionellen Kritikern hervorgerufen hat, zeigt sich auch in Janet Maslins Kommentar in der New York Times:
„Auf den ersten und wenig nützlichen Blick ist „Indecent Proposal“ eine Geschichte, die so krass und weit hergeholt ist, dass sie nicht wirklich Sinn ergibt […]. Der zweite und mehr praktische Blick ruft jedoch widerwillige Bewunderung hervor. Auf der Grundlage einer lächerlichen Geschichte und eines […] schlecht geschriebenen Drehbuchs […] hat der Regisseur eine Art sexy Pop-Parabel gemacht, die seine Spezialität ist. Mr. Lynes Filme mögen kein neues Licht auf die Menschen (human condition) werfen, aber sie fesseln einen an die Leinwand“. Farbe und Unterstützung durch Komik gewinne der Film durch die Leistung der Nebendarsteller. Die Kritikerin lobt explizit das Produktdesign von Mel Bourne, die großartige (glamourous) Fotografie von Howard Atherton und die kluge und starke Leistung des Filmeditors.

## Kassenerfolg
Der Film mit einem Budget von 38.000.000 $ war ein internationaler Publikumserfolg und spielte in den USA 106.614.059 $, international rund 160.000.000 $ ein.

## Auszeichnungen
Demi Moore und Woody Harrelson wurden bei den MTV Movie Awards 1994 für den Besten Filmkuss ausgezeichnet. Weiterhin wurde Demi Moore als Beste Schauspielerin und Begehrenswerteste Schauspielerin für den MTV Movie Award nominiert. Der Film gewann die Goldene Leinwand. John Barry gewann für seine Musik den BMI Film Music Award.
Die Deutsche Film- und Medienbewertung (FBW) in Wiesbaden verlieh dem Film das Prädikat „wertvoll“.
Goldene Himbeere 1994:
- Gewonnen: Schlechtester Film, Schlechtester Nebendarsteller (Woody Harrelson), Schlechtestes Drehbuch
- Nominiert: Schlechtester Schauspieler (Robert Redford), Schlechteste Schauspielerin (Demi Moore), Schlechteste Regie, Schlechtester Song (In All the Right Places)